# Imnadia panonica
Imnadia panonica é uma espécie de crustáceo da família Limnadiidae.
É endémica de Sérvia e Montenegro.